# Автомагістраль А4 (Бельгія)
Автомагістраль A4 — бельгійська автомагістраль, що з'єднує Брюссель і A6 у Люксембурзі. Автомагістраль є частиною E411 між Брюсселем і Арлоном. Цю автомагістраль, найдовшу в Бельгії (188 км), також називають «Autoroute de la Nouvelle Belgique» на відміну від структурної осі Льєж-Турне (що перетинає застарілу промислову зону). Дійсно, A4 з’єднує такі центри, що швидко розвиваються, як Брюссель і місто Люксембург, і перетинає економічні зони, сповнені життєдіяльності: південно-східні передмістя Брюсселя, Валлонський Брабант і, зокрема, Оттіньї-Лувен-ла-Нев, новий Намюр столиця Валлонії з 1986 року і країни Арлон.

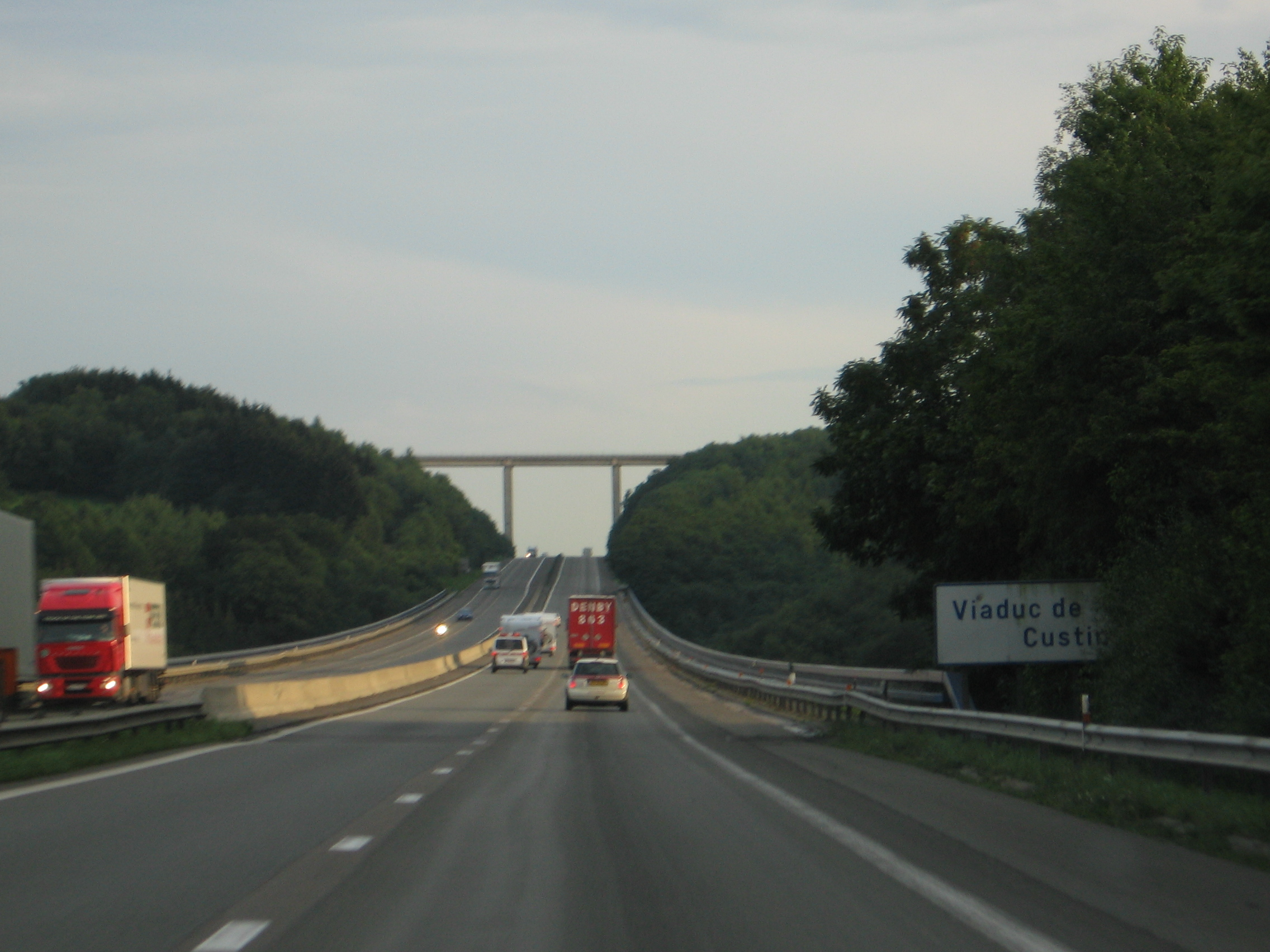
Кюстінський міст